# Gentjana Rochi
Gentjana Rochi (mazedonisch Гентијана Рочи, alb. auch Gentiana Roçi; * 17. September 1994 in  Gostivar) ist eine nordmazedonische Fußballspielerin.

## Karriere

### Vereine
Rochi begann ihre Karriere in der Jugend des mazedonischen Zweitligisten FK Borec, für den sie im Alter von 15 Jahren in der Saison 2010/11 ihr Profidebüt gab. Nach ihrem ersten Profi-Jahr wechselte sie zum aktuellen Meister ŽFK Naše Taksi, wo sie in ihrer ersten Saison das Double holte. Im Sommer 2012 wechselte sie zum BV Cloppenburg, der in der 2. Fußball-Bundesliga Nord spielt. Nach zwei Jahren in Cloppenburg, verließ sie Deutschland und begab sich im August 2014 in die Schweiz zum FC Luzern. Rochi bestritt in der Saison 2014/15 18 Punktspiele und erzielte sechs Tore, bevor sie im Sommer 2015 die Schweiz verließ. Anfang August 2015 kehrte sie nach Cloppenburg zurück, wo sie im Probetraining gegen Arminia Ibbenbüren sogleich ein Tor erzielte. Im Sommer 2016 absolvierte Rochi ein Probetraining bei Bayer 04 Leverkusen, mit dem sie am 10. August 2016 einen Vertrag unterschrieb. Nachdem Rochi nur in einem Bundesligaspiel und in nur vier für die zweite Mannschaft in der Regionalliga West eingesetzt worden war, kehrte sie am 2. Februar 2017 nach eineinhalbjähriger Abstinenz zum BV Cloppenburg zurück. Nach nur einem Spiel begab sie nach Finnland und bestritt 63 Meisterschaftsspiele für JyPK Jyväskylä, für den sie mit 51 Toren eine beachtliche Torquote erzielte. Über PK-35 Vantaa, für den sie in keinem Ligaspiel eingesetzt worden ist, wechselte sie zur Spielzeit 2020 zur Frauenfußballabteilung von Kuopion PS.

### Nationalmannschaft
Rochi ist eine ehemalige mazedonische Nachwuchsnationalspielerin der Altersklasse U17 und U19.
Seit dem Jahr 2013 ist sie Nationalspielerin der A-Nationalmannschaft.

## Erfolge
- 2012: Gewinner der Macedonian Women’s League
- 2012: Gewinner des Macedonian Women’s Cup